# Kids Station

1993年開播標誌

KIDS STATION（日语：キッズステーション）是日本的一家电视台，主要面向少儿的电视频道，除播放动画片外也会播出少量的卡通节目。开播于1991年4月1日，通过有线电视和卫星电视播放。

## 概要
KIDS STATION在1993年4月12日开播，知名度从一开始就比较高。2007年时覆盖的用户数就突破了800万，其中超过634万的家庭通过有线电视网络收看（其余的用卫星直接收看）。此外，除了主营的广播电视播放以外，还从事包括个人电脑以及游戏软件的开发和销售。

## 沿革
- 1991年4月，大倉商事採行財務部員添田弘幸的有線電視節目供給事業做法，社内创业以Lemon Channel名称每日2小時錄影帶「跑帶」播出[2]。
- 1993年4月 - 1日，切換衛星電視播出，頻道改名KIDS STATION，播出時間延長為每日6小時。12日，大倉商事100%子公司NEO SATELIGHT VISION設立營運[3]。
- 1996年10月，PerfecTV!開播，並伴隨三井物產参與投資。出資比率大倉商事60%、三井物產40%。
- 1998年8月，大倉商事聲請破產[4]，三井物產收購為子公司。
- 2000年 - 營運頻道的株式会社NEO SATELIGHT VISION改名株式会社KIDS STATION。6月，播出時間延長為每日24小時。10月，接受东京放送控股、木星电信、Horipro第三方增資。
- 2004年 - 添田弘幸退職。同年5月頻道標誌變更為現行樣式，且為避免著作權侵害，開始在播出節目畫面右上角顯示台标[5]。10月，KIDS STATION HD開播。
- 2013年5月30日，停播標準画質，全面轉至高畫質播出。
- 2017年2月23日，日本索尼影業與三井物產共同宣布於同年3月31日設立「株式会社AK Holdings」（AK Holdings Corporation）、簡稱AKH，前者持有過半股份，將各自的Animax、KIDS STATION納入AKH管理，日本索尼影業及Animax社長瀧山正夫兼任AKH及KIDS STATION社長[6]。
- 2021年5月27日日本索尼影业与「株式会社AK Holdings」（AK Holdings Corporation）合并「株式会社AK Holdings」（AK Holdings Corporation）正式解散。<ref> (新闻稿). 2021-05-27  [2023-05-30]. （原始内容存档于2023-04-09）.

## KIDS STATION HD
KIDS STATION HD（HD）是这个频道的高清版，从2009年10月1日开始播放节目。这个频道的电视节目通常会晚于其他电视播出网络，大部分的都是其他电视播出机构放映完毕的节目。许多的电视节目都是从父母一代传承下来的，以便于让更多的观众来收看。